# Torhout
Torhout (franceză Thourout) este un oraș neerlandofon situat în provincia Flandra de Vest, regiunea Flandra din Belgia. La 1 ianuarie 2008 avea o populație totală de 19.755 locuitori. 

## Geografie
Suprafața totală a comunei este de 45,23 km². Comuna Torhout cuprinde mai multe localități:
| - I. Torhout - II. Wijnendale - III. Sint-Henricus - IV. De Driekoningen - V. Don Bosco |

Localitățile limitrofe sunt:
| - Comuna Zedelgem: - a. Aartrijke - b. Veldegem - Comuna Oostkamp: - c. Ruddervoorde - Comuna Lichtervelde: - d. Lichtervelde - Comuna Hooglede: - e. Gits - Comuna Kortemark: - f. Kortemark - Comuna Ichtegem: - g. Ichtegem |

1. ↑  Crossroad Bank of Enterprises, accesat în 13 iulie 2023